# ドライバーズコントロールセンターデフ
ドライバーズコントロールセンターデフ (DCCD) とはSUBARUの登録商標である。四輪駆動車に備わるセンターデフに差動制限力を任意に変更できる装置を加え、あたかも前後輪のトルク配分を変更しているかのような挙動を車両に与える電子装置の一つである。

## 概要

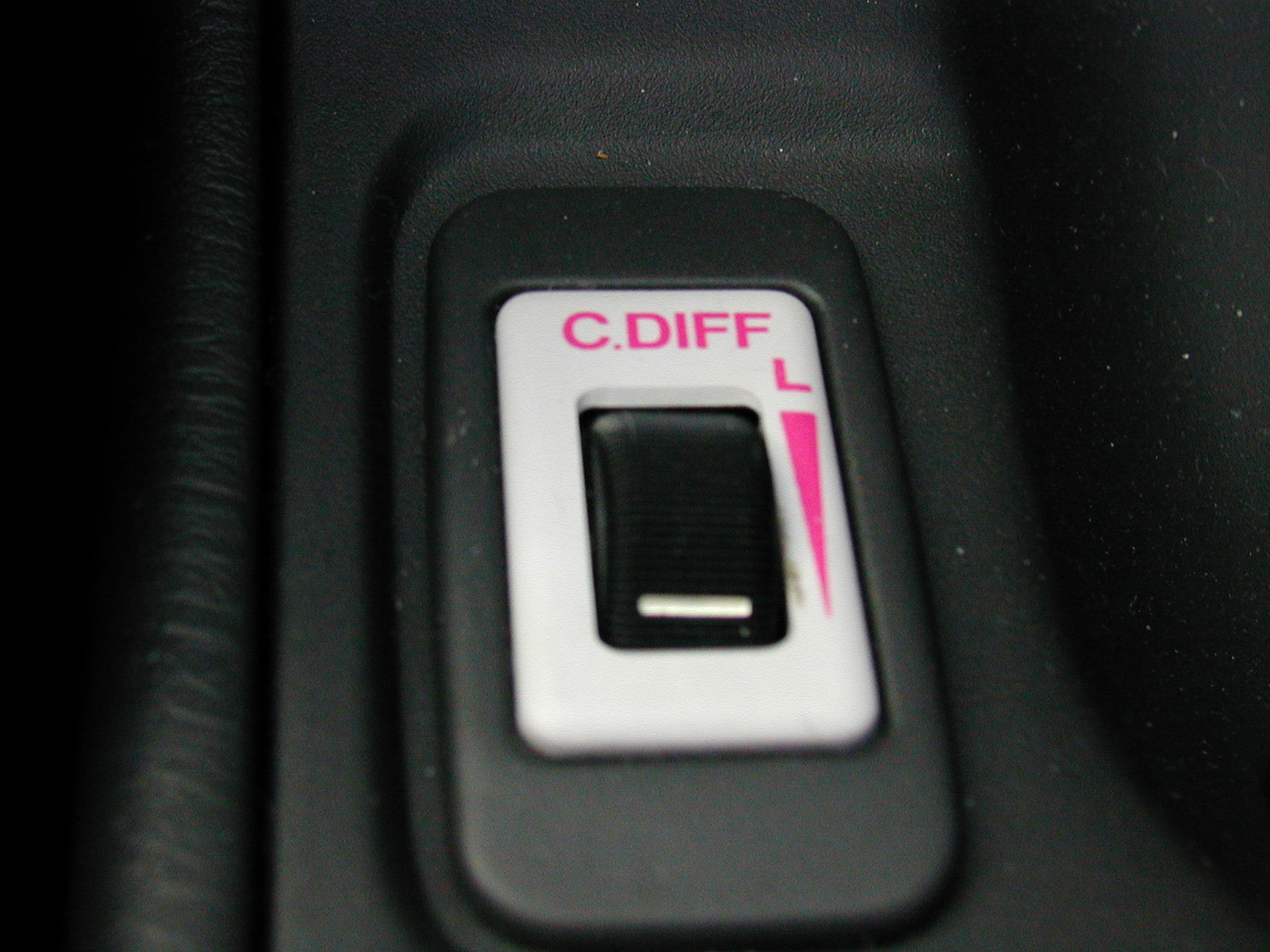
ドライバーズコントロールセンターデフの操作部（ダイヤル）

スバル・インプレッサの一部のグレードに採用されている。電子制御であり、運転中にドライバーがダイヤルを操作することで任意に設定変更が可能である。3代目インプレッサWRX STIでは完全電子制御のインテリジェントモードも追加されている。

## インプレッサにおけるDCCDの変遷
初代インプレッサGC・GF型（1992年 - 2000年、DCCDの搭載は1994年から）
センターデフに、フロント35：リヤ65の比率で基本トルク配分を行うプラネタリーギヤと、電子制御で差動制限を行う電磁式LSD機構を組み込み、センターデフのロック率を直結からフリーまで、運転中に任意に設定することができる。なおパーキングブレーキレバーを引けばフリーの状態になり、これにより、走行中もパーキングブレーキで後輪をロックさせることが可能となり、タイトターンが行える。
2代目インプレッサGD・GG型 "丸目"（2000年 - 2002年マイナーチェンジ前まで。アプライドモデル名では「A」、 「B」型）
先代からの変更は、前後トルク配分が45.5：54.5になったことと、最大差動制限力が20 kg·m程度まで引き上げられた点。現在でもエンジンの最大トルク数値が40 kg·mそこそこである面からも、DCCDをロックにした場合、ほぼ完全直結の全輪駆動であるといえる。競技用モデル「RA」16インチモデルのみ搭載。
2代目インプレッサGD・GG型 "涙目"（2002年マイナーチェンジ後 - 2005年マイナーチェンジ前まで。アプライドモデル名では「C」〜「E」型）
再び、前後トルク配分は35：65に戻される。これは、A、B型においてあまりにアンダーステアが顕著に現れたため、一般ユーザーのニーズに合わせたものと考えられる。車の挙動（横Gや縦G、ヨーレートセンサー）やドライバーの意志（スロットル開度、スロットルセンサー）などの情報から、センターデフのロック率を自動で設定する「オートモード」が追加搭載された。また、どのSTiモデルにもオプションでの搭載が可能となった。なお、オートモードでもパーキングブレーキレバーを引けばフリーとなる。
2代目インプレッサGD・GG型 "スプレッドウイングスグリル"（通称鷹目）（2005年マイナーチェンジ後。アプライドモデル名では「F」、「G」型）
従来に加え、オートモードの制御にステアリング舵角センサーを追加。従来の電磁式LSDから電磁式+機械式LSDに変更し、差動制限のレスポンスを高めている。前後の基本トルク配分は41:59に変更された。これは、DCCDの改良により旋回性能が向上したため、その分タイヤのグリップ余力を縦方向に振り向けることができ、車両の前後重量配分に近い数値とすることで、旋回時のアクセルオンにより、トラクションによる安定性を確保しつつも、より前に出る特性になった。これは、グラベル（未舗装路）に於いても強力な武器になる。
3代目インプレッサGR型（5ドア）（2007年6月フルモデルチェンジ）GV型（4ドア）（2010年7月追加発売）
メーカーサイトの説明によると、基本的に2代目インプレッサGD・GG型"スプレッドウイングスグリル"（通称鷹目）（2005年マイナーチェンジ。アプライドモデル名「F」、「G」型）同様。前後の基本トルク配分は41:59で、電磁式+機械式LSDを採用。